# ملعب ماريو ريجامونتي
ملعب ماريو ريجامونتي هو ملعب كرة قدم يقع في مدينة بريشيا الإيطالية. يعتبر الملعب الرئيسينادي بريشيا . تم افتتاح الملعب في سنة 1959 ويتسع لـ 27,547 متفرج .